# Austrophlugis
Austrophlugis is een geslacht van rechtvleugeligen uit de familie sabelsprinkhanen (Tettigoniidae). De wetenschappelijke naam van dit geslacht is voor het eerst geldig gepubliceerd in 2001 door Rentz.

## Soorten
Het geslacht Austrophlugis omvat de volgende soorten:
- Austrophlugis debaari Rentz, 2001
- Austrophlugis kumbumbana Rentz, 2001
- Austrophlugis kununurra Rentz, 2001
- Austrophlugis malidupa Rentz, 2001
- Austrophlugis manya Rentz, 2001
- Austrophlugis orumbera Rentz, 2001
- Austrophlugis quaringa Rentz, 2001